# Piaggio
Piaggio & C. SpA (Piaggio) (BIT: PIA
) er en itailiensk producent af tohjulede køretøjer og lettere erhvervskøretøjer. Produktionen foregår gennem en række datterselskaber og under i alt syv forskellige mærker. Piaggio & C. SpA har hovedkvarter i Pontedera i Italien. Piaggio's forskeligge datterselskaber beskæftiger i alt 6.700 medarbejdere som fremstillede i alt 653.300 køretøjer i 2011. Piaggio driver fem forsknings- og udviklingscentre og har selskaber i mere end 50 lande.

## Historie
Virksomheden blev etableret af Rinaldo Piaggio i 1884, Piaggio fremstillede i begyndelsen lokomotiver og jernbanemateriel. Under 1. verdenskrig fokuserede virksomheden på luftfartøjer.
Under 2. verdenskrig fremstillede virksomheden bombefly, men Piaggios fabrik i Pontedera blev totalødelagt af de allieredes bombning.
I 1946 lancerede Piaggio Vespa-scooteren (italiensk for "hveps") og i løbet af 10 år var der produceret over en million enheder.

### Udvikling
I 1957 udviklede Vespa Vespa 400, som var en lille personbil.
I 1959 blev Piaggio overtaget af Agnelli-familien. I 1964 blev luftfarts og motorcykeldivisionen opsplittet i to uafhængige virksomheden. Luftfartsdelen kendes i dag som Piaggio Aero.
I 1969 overtages motorcykelvirksomheden Gilera.
I 2006 blev Piaggio børsnoteret på Milan Stock Exchange.

## Mærker i koncernen
- Aprilia - motorcykler, scootere og knallerter
- Ape - trehjulede mikro-erhvervskøretøjer
- Derbi - motorcykler, scootere, knallerter og ATVere (quads)
- Gilera - motorcykler, scootere, knallerter og ATVere (quads)
- Moto Guzzi - motorcykler
- Piaggio - scootere, knallerter, mikrobiler, små erhvervskøretøjer, Piaggio P180 Avanti
- Vespa - scootere og knallerter
- Laverda - et motorcykelmærke som Piaggio lukkede i 2004.